# Signature Records
Pour les articles homonymes, voir Signature (homonymie).
Signature Records est un label indépendant américain de jazz, anciennement basé à New York, actif dans les années 1940. Coleman Hawkins, Earl Hines, Erroll Garner et Lester Young figuraient parmi les artistes signés.

## Histoire
À l'âge de 14 ans, Thiele est DJ de sa propre émission de radio de jazz, édite son propre magazine de jazz et joue de la clarinette avec des groupes à New York. Il commence à travailler pour Signature à l'âge de 17 ans. Thiele est producteur en chef et président du label, dont le directeur musical est le chef d'orchestre Ray Bloch.
Certaines sources affirment que Signature ferme ses portes en 1948,, mais d'autres sources indiquent que le label continue à publier des disques dans les années 1950, mais qu'à la fin des années 1950, il était moribond. Après avoir travaillé en free-lance et produit pour Decca Records et ses labels Coral et Brunswick, et avoir été vice-président A&R pour Dot Records, Thiele annonce en mai 1959 qu'il réactivait le label Signature. L'entreprise semble avoir été menée en partenariat avec Steve Allen, l'un des copropriétaires de Hanover Records, qui a intégré le label dans l'accord. La nouvelle société est connue sous le nom de Hanover-Signature Records. Le chef d'orchestre Milton Delugg, qui avait travaillé avec Thiele chez Dot et Coral, est nommé directeur musical.
La société continue de publier des disques sur les deux labels. Thiele produit des disques pour sa femme de l'époque, la chanteuse Teresa Brewer, jusqu'en 1983. Les enregistrements de Hanover se poursuivent jusqu'en 1961. Thiele réédite les enregistrements de Signature sur ses labels ultérieurs Flying Dutchman et Doctor Jazz.